# Rinus Meijer

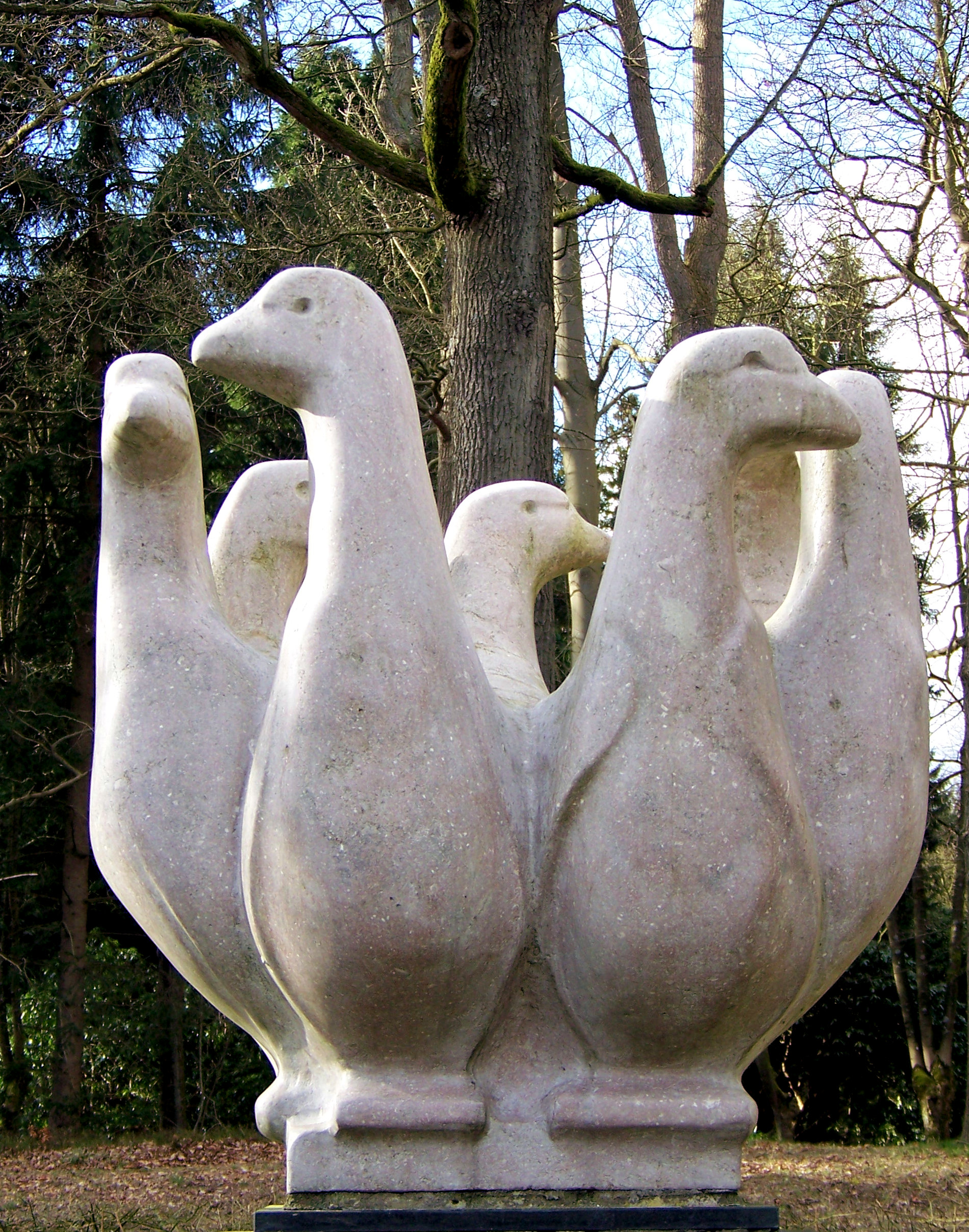
Voor het districtsgebouw van de Rijkspolitie in Assen maakte Meijer in 1967 een beeld van een koppel ganzen als symbool voor de waakzaamheid van de politie. De zeven ganzen zijn uit een steen gehouwen, ze staan met de ruggen naar elkaar en houden de omgeving in de gaten.

Rissinus Detkinus (Rinus) Meijer (Groningen, 1 september 1917 – Harkstede, 28 juni 1985) was een Nederlands beeldhouwer.

## Leven en werk
Rinus Meijer was een zoon van Johannes Derk Meijer, tekenaar bij het kadaster, en Harmina Eppina Klaassen. Hij bezocht de RHBS (1929-1932) en behaalde in 1939 zijn diploma aan de middelbare technische school, beter bekend als Academie Minerva, in Groningen. Hij was er leerling van onder anderen Willem Valk, A.W. Kort en C.P. de Wit, en klasgenoot van Evert Musch. Hij behaalde vervolgens in Den Haag de onderwijsaktes tekenen (1939) en boetseren (1941). Hij trouwde in 1944 met kunstenares Nelly Ensdorff (1919-1984), zij kregen drie dochters. Meijer gaf later zelf les aan Minerva.
Hij assisteerde meerdere malen zijn leermeester Valk, samen met Wladimir de Vries, onder andere bij diens beelden van Sint Maarten, Bernlef en Rudolf Agricola voor de Martinitoren in Groningen en het Monument voor het gevallen spoorwegpersoneel in Utrecht. Als zelfstandig beeldhouwer heeft Meijer verscheidene opdrachten voor kunstwerken in de openbare ruimte van Noord-Nederland uitgevoerd. Hij maakte onder meer -op voordracht van Valk- een oorlogsmonument voor het gemeentehuis in Uithuizermeeden (1949). Na de sloop van het gemeentehuis is de gedenksteen in een muurtje gemetseld en in een park aan de Vlasakker geplaatst. Een ander oorlogsmonument (een leeuw) werd in 1954 geplaatst op het kerkplein tegenover de Kerk van Doezum.

## Werken (selectie)
- 1948 gevelsteen apotheek Oldeman, Raamstraat, Groningen.
- 1948 gedenksteen gevallen politiemensen, Rademarkt (hal politiebureau), Groningen.
- 1949 gevelreliëf Spelende kinderen, Kruitstraat, Groningen. Oorspronkelijk geplaatst bij de gemeentelijke gymnastiekschool in de Sint Jansstraat, in 1964 herplaatst aan een uitbreiding van het Praediniusgymnasium aan de Kruitstraat.
- 1949 oorlogsmonument Woldendorp.
- 1949 oorlogsmonument Uithuizermeeden.
- 1954 oorlogsmonument Doezum.
- 1954 Thalia, muze van de komedie, voor de Stadsschouwburg Groningen.[6]
- 1955 smidsfiguur voor de lts in Surhuisterveen.
- 1956 gedenksteen 500.000ste woning, Rembrandt van Rijnstraat, Groningen. Aanvankelijk geplaatst aan het balkon van een portiekwoning, na sloop van het pand staat het sinds 2010 in de vrije ruimte.
- 1958 bronsplastiek Eerste Technische School, Groningen
- ca. 1958 gedenksteen Mutua Fides, Grote Markt, Groningen.
- 1959 sculptuur met twee vissen voor de landbouwhuishoudschool in Delfzijl.
- 1962 gevelversiering Chr. Landbouwschool in Oldekerk.
- 1963 zonder titel, voor Rijkslyceum in Zeist.
- 1963 zonder titel, voor kweekschool aan de Hora Siccamasingel in Groningen.
- 1963 zonder titel ('zaaddoos') voor de Chr. Industrie- en Huishoudschool Sam Boelens aan het Damsterdiep in Groningen. Niet meer aanwezig.
- 1963 Ontluikend leven, Assen.
- 1964 drie gevelplaten Waterschapshuis in Onderdendam.
- 1964 portaalbekroning, boven entree nieuwbouw Theodorus Niemeyer BV, Paterswoldseweg, Groningen.
- 1965 balustrade gemeentehuis in Meeden.
- 1965 doopvont voor de Immanuelkerk in Groningen.
- 1967 Waakzaamheid, Beilerstraat, Assen.
- 1974 pelikaan bij cbs De Borg, Wederikweg, Haren.

## Galerij

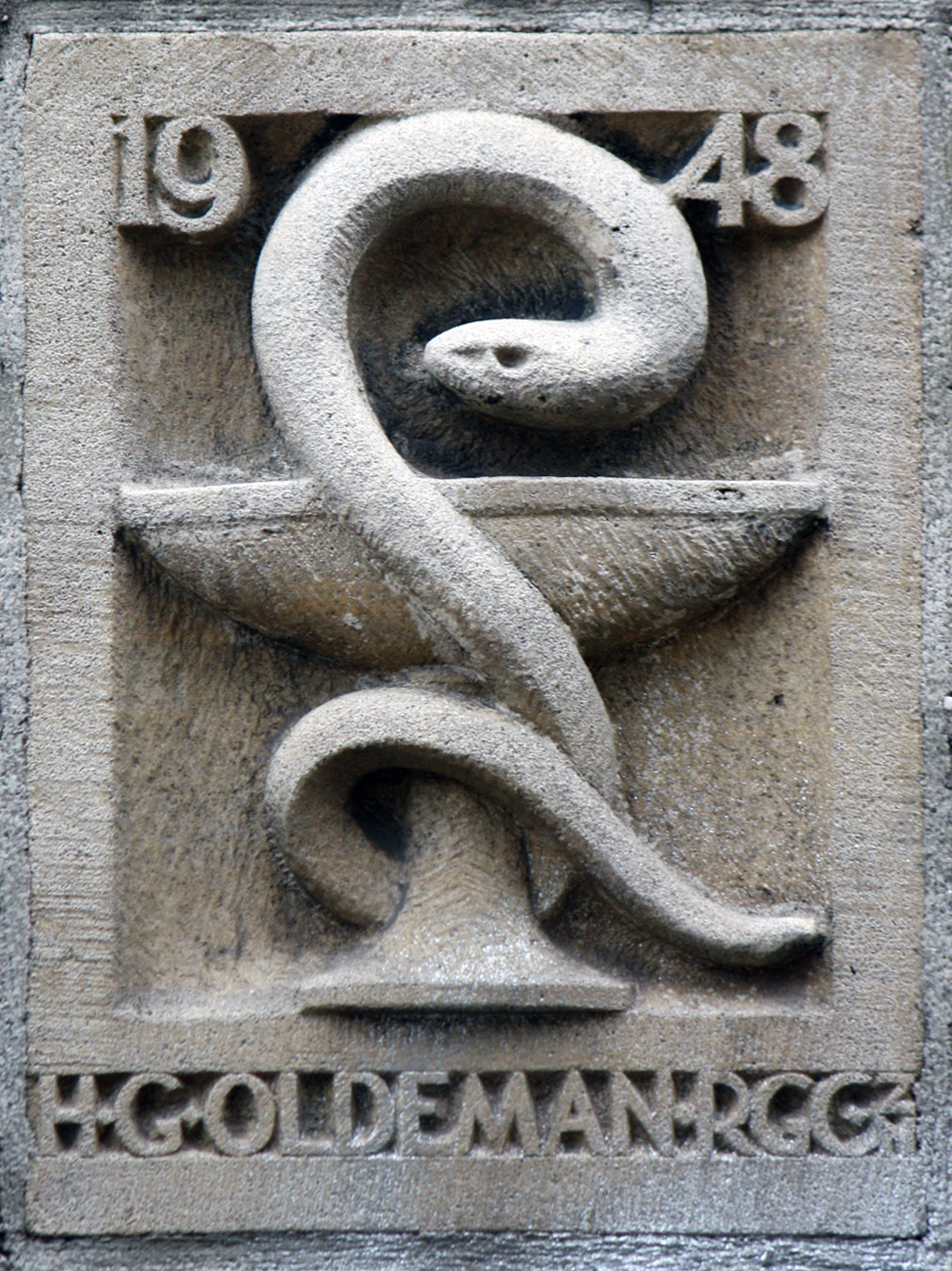
Gevelsteen apotheek (1948), Groningen
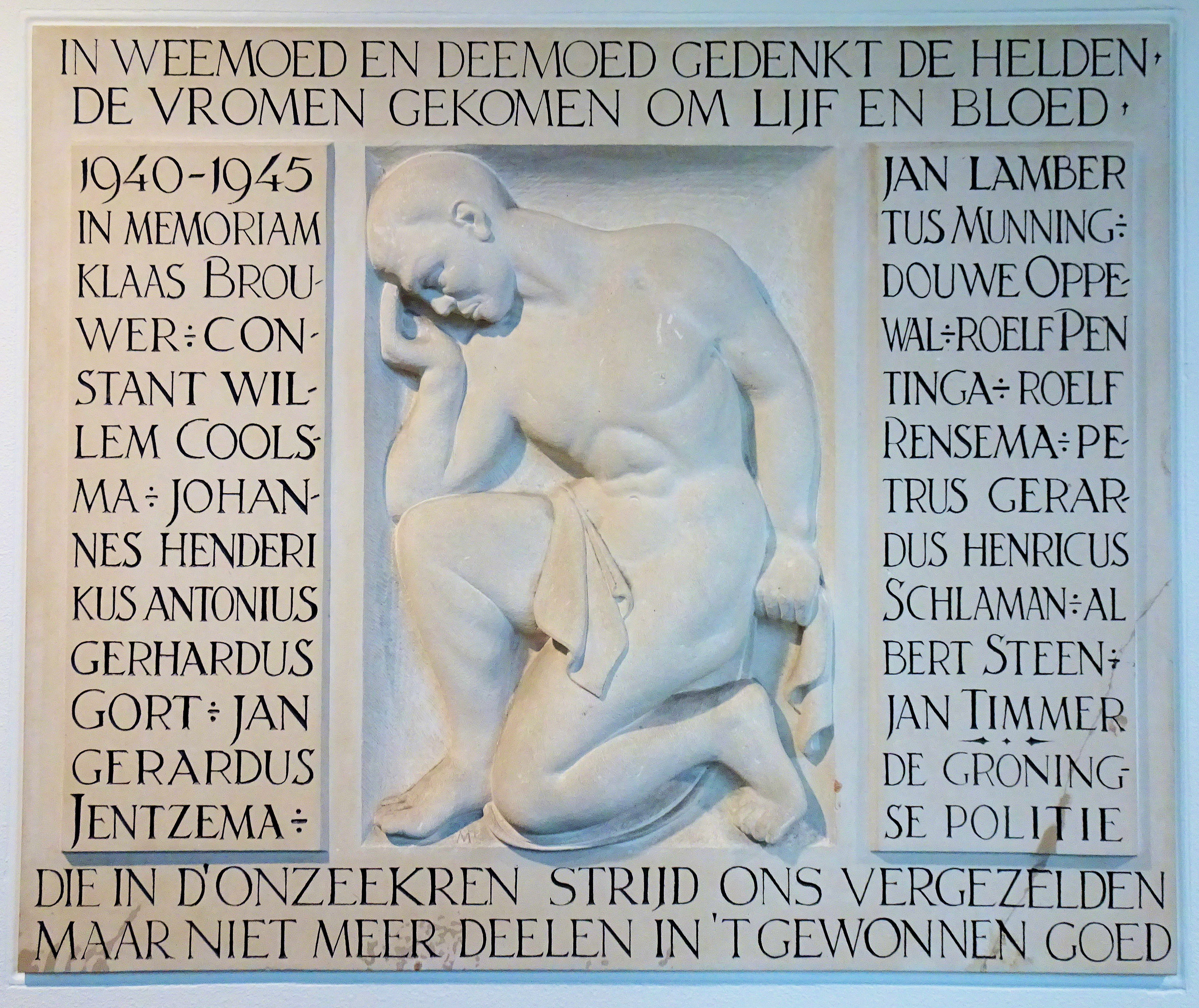
Gedenksteen gevallen politiemensen (1948), Groningen
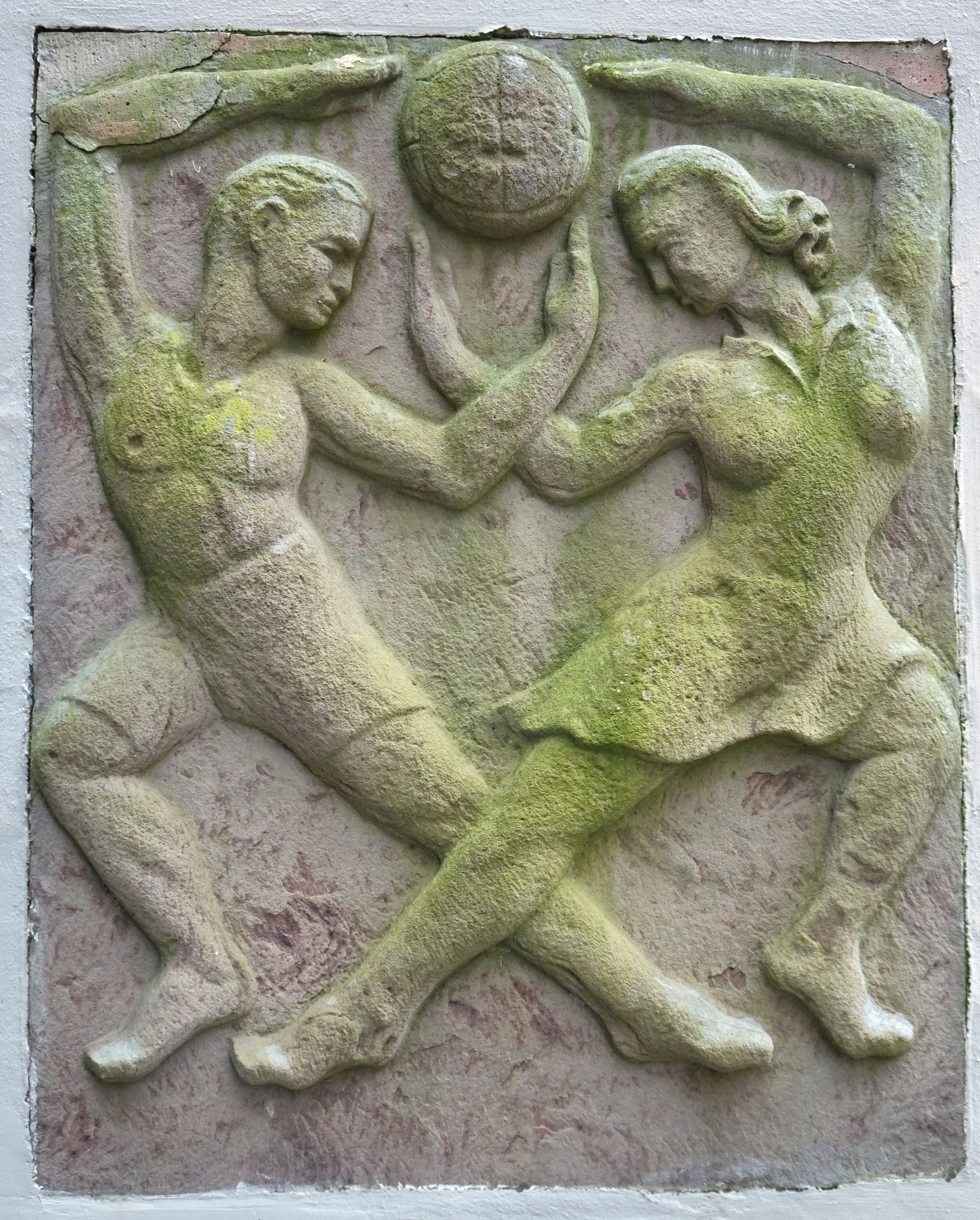
Spelende kinderen (1949), Groningen
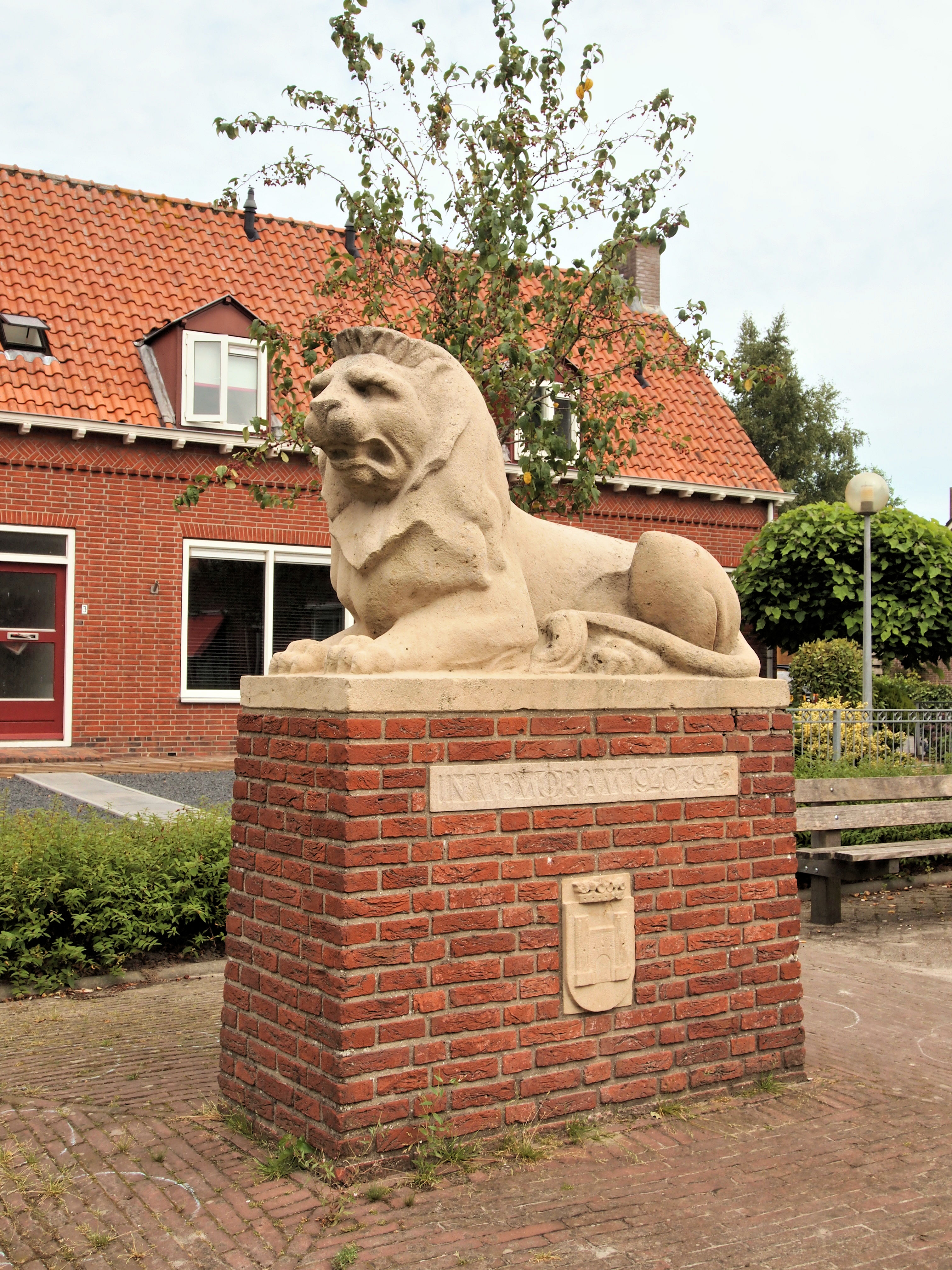
Oorlogsmonument Doezum (1954)
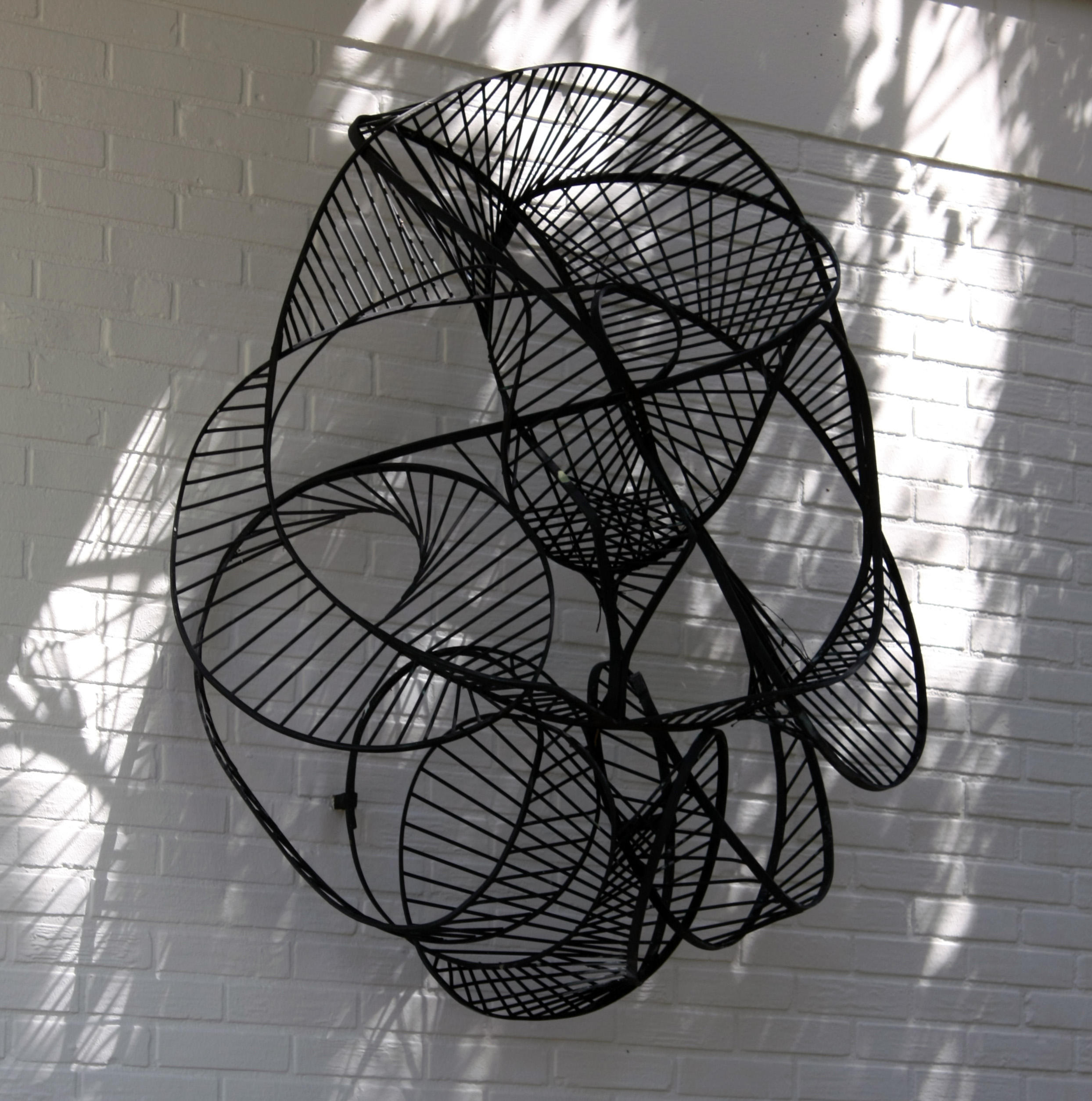
Zonder titel (1963), Groningen
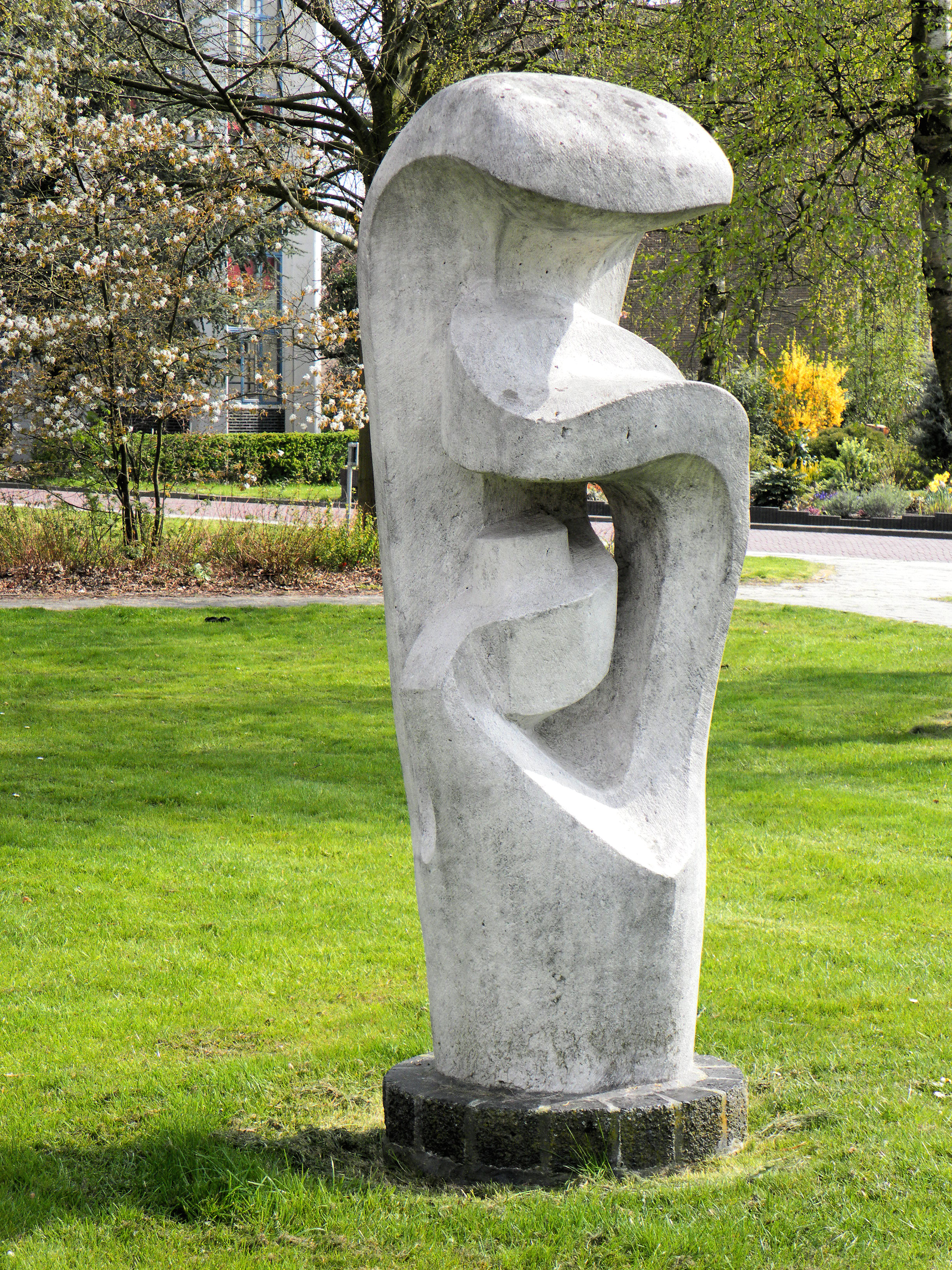
Ontluikend leven (1963), Assen